# Gioacchino Castelli
Gioacchino Castelli (Monreale, 1º luglio 1708 – Polizzi Generosa, 12 luglio 1788) è stato un vescovo cattolico italiano.

## Biografia

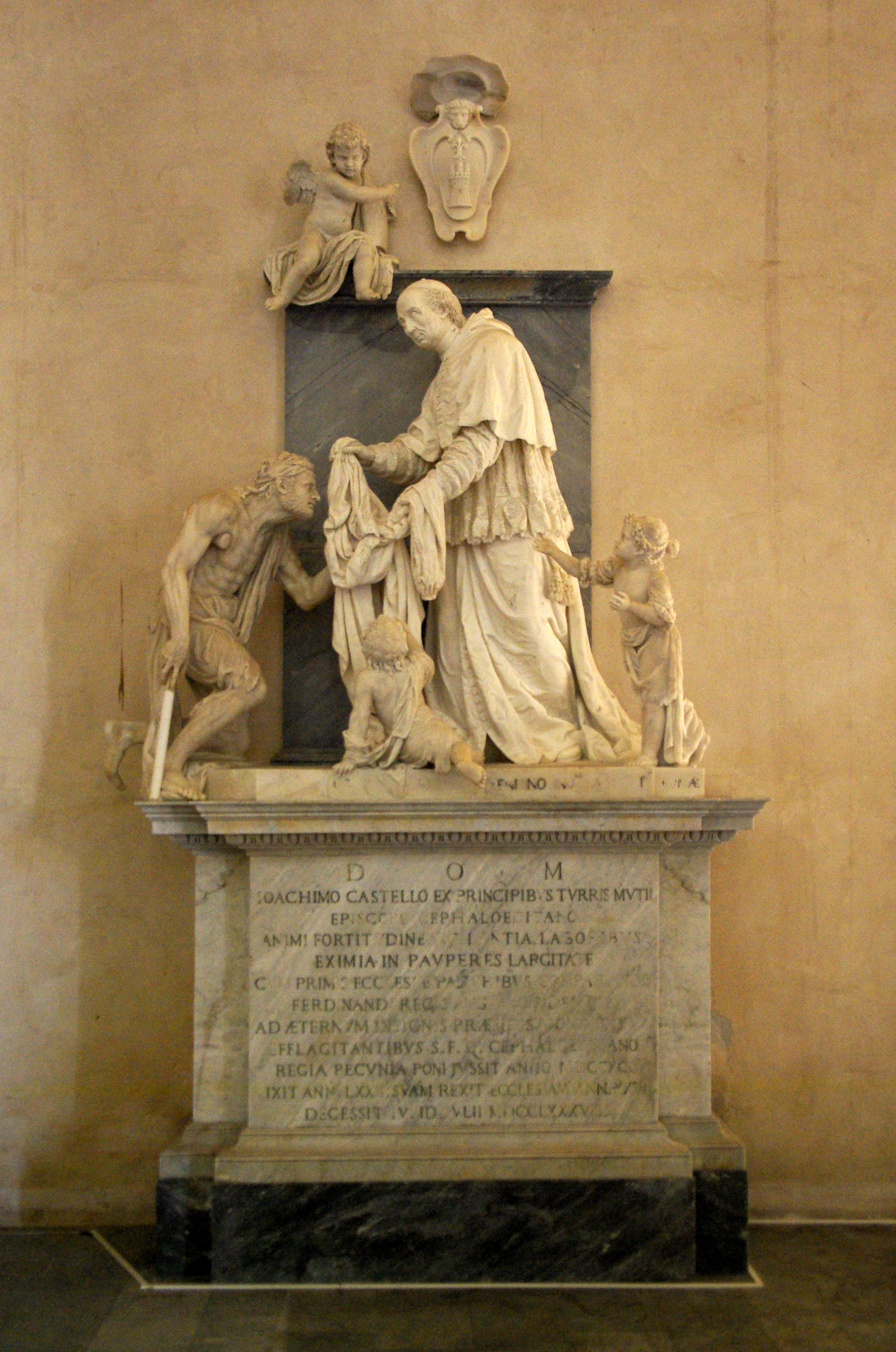
Mausoleo di G. Castelli nella cattedrale di Cefalù

Apparteneva alla nobile famiglia Castelli, principi di Torremuzza e marchesi di Motta d'Affermo (ME).
È stato ordinato presbitero il 22 settembre 1731.
Si è laureato in filosofia e teologia nel Collegio Sant'Ignazio di Palermo.
Presentato da re Carlo di Borbone il 5 giugno 1755, è stato nominato vescovo di Cefalù da papa Benedetto XIV il successivo 21 luglio; ha ricevuto l'ordinazione episcopale il 27 luglio seguente a Roma dal cardinale Joaquín Fernández de Portocarrero, prefetto della Congregazione per le indulgenze e le sacre reliquie, coconsacranti Giovanni Andrea Tria, arcivescovo titolare di Tiro, e Giorgio Maria Lascaris, arcivescovo titolare di Teodosia.
Ha preso possesso canonico della diocesi il 12 ottobre 1755.
È morto il 12 luglio 1788 nel convento dei frati cappuccini a Polizzi Generosa. È sepolto nella cattedrale di Cefalù.
A lui è intitolata la via Monsignor Castelli a Cefalù.

## Genealogia episcopale
La genealogia episcopale è:
- Cardinale Sigismund von Kollonitz
- Cardinale Mihály Frigyes Althann
- Cardinale Juan Álvaro Cienfuegos Villazón, S.I.
- Cardinale Joaquín Fernández de Portocarrero
- Vescovo Gioacchino Castelli